# Ciulnița (okręg Ardżesz)
Ciulnița – wieś w Rumunii, w okręgu Ardżesz, w gminie Leordeni. W 2011 roku liczyła 1040 mieszkańców.